# PGC 1702914
LEDA/PGC 1702914 ist eine Galaxie mit aktivem Galaxienkern im Sternbild Haar der Berenice am Nordsternhimmel. Sie ist schätzungsweise 964 Millionen Lichtjahre von der Milchstraße entfernt und hat einen Durchmesser von etwa 110.000 Lichtjahren.
Im selben Himmelsareal befinden sich u. a. die Galaxien NGC 5016, PGC 45669, PGC 140113, PGC 1705480.